# Beatrice Brignone
Pour les articles homonymes, voir Brignone.
Beatrice Brignone (née le 31 janvier 1978 à Senigallia) est une personnalité politique italienne, membre de Possibile.
Licenciée de droit à l'université de Bologne, elle s'inscrit au Parti démocrate en 2009, en soutenant Ignazio Marino d'abord puis Pippo Civati. Elle devient députée en 2015.
Elle est secrétaire du parti Possibile depuis le 12 mai 2018.